# Franciszek Skarbek Rudzki
Franciszek Ksawery Skarbek Rudzki herbu Abdank (ur. ok. 1766 w Warszawie, zm. ok. 1846) – polski publicysta, pisarz, prawnik i numizmatyk. Pisarz w kancelarii Komisji Skarbowej Edukacyjnej dla guberni wołyńskiej, podolskiej i kijowskiej (1807–1831).

## Życiorys
Urodził się w rodzinie pochodzącej z ziemi czerskiej. Miał młodszą siostrę Konstancję (1772–1857), wydaną za pułkownika Łubina.
Pobierał naukę w Collegium Regium pijarów w Warszawie. W 1784 roku towarzyszył Józefowi Maksymilianowi Ossolińskiemu w podróżach do Lwowa i Wiednia. Po powrocie do Warszawy podjął pracę w palestrze Komisji Skarbowej Koronnej, nawiązując znajomość i współpracę z komisarzem tejże Komisji, Tadeuszem Czackim, oraz przyjaźń z jej oficjalistą i literatem Michałem Wyszkowskim. W 1789 roku wchodził również w skład palestry Komisji Wojskowej Koronnej.
Na sesji Sądu Sejmowego w sierpniu 1789 roku został wyznaczony na jednego z pięciu obrońców z urzędu w sprawie Adama Ponińskiego. W związku z tym 24 marca 1790 roku wygłosił, a następnie opublikował Głos odpowiedni na Replikę ze strony Ur. Delatora przed Sądem Sejmowym. W tym czasie zaprzyjaźnił się także z Konstantym Tyminieckim oraz podopiecznym Czackiego, Alojzym Felińskim. Przyjaciele, zwani od skrótów nazwisk Ruś, Wyś, Tyś i Felś, utworzyli dyskusyjne kółko literackie zbierające się w Bibliotece Załuskich pod przewodem Onufrego Kopczyńskiego. Do grupy dołączyli wkrótce potem Ignacy Tański i Mikołaj Dzieduszycki. Wynikiem działalności grona były wiersze okolicznościowe, przekłady literackie, a także niepodpisywane imieniem pisma publicystyczne.
Większość twórczości pisarskiej Rudzkiego pozostawała wówczas anonimowa. Według świadectwa swojego późniejszego ucznia Gustawa Olizara, Rudzki był redaktorem Gazety Narodowej i Obcej. Publicystyką polityczną zajmował się śledząc w Grodnie obrady sejmu w 1793 roku. Według doniesień prasowych z początku lipca 1793, Rudzki został aresztowany za to, że „mowy pisał posłom nie pozwalającym na delegacją, że jego to projekt, aby posłów zagranicznych od zeszłego sejmu nominowanych potwierdzić. Zabrali go w kibitkę Moskale, papiery upakowali i wywieźli (…) nie wiedzieć dokąd”. Parę dni później Rudzki znalazł się w Warszawie, skąd pod koniec sierpnia wyruszył ponownie do Grodna, otrzymawszy „na żądanie i prośby Księcia Kanclerza Aleksandra Sapiehy do jw. ambasadora Jakoba Sieversa” odpowiedni „paszport i list”. W czasie tego sejmu lub wkrótce po jego zakończeniu Rudzki został archiwistą i sekretarzem przy świeżo kreowanym marszałku wielkim koronnym Fryderyku Moszyńskim.
19 kwietnia 1794 Rudzki złożył na Ratuszu Warszawskim akces do insurekcji kościuszkowskiej. 24 kwietnia został przydzielony do Komisji Porządkowej Rady Zastępczej Tymczasowej Księstwa Mazowieckiego. 27 kwietnia został mianowany asesorem w Dyrekcji Policji, a 14 lipca otrzymał nominację na sekretarza w kancelarii Wydziału Bezpieczeństwa Rady Najwyższej Narodowej. Po upadku insurekcji znalazł się wraz z gronem przyjaciół z Biblioteki Załuskich w Dzikowie Tarnowskich, gdzie został nauczycielem Jana Feliksa Tarnowskiego, siostrzeńca Czackiego, lecz gdzie „źle czuł się po rozproszeniu się przyjaciół”. W 1798 roku, po prawie dwuletnim wahaniu, przeniósł się do Korostoszewa koło Żytomierza, majątku Feliksa Olizara, zostając nauczycielem jego synów.
Po ustanowieniu Komisji Skarbowej Edukacyjnej dla guberni wołyńskiej, podolskiej i kijowskiej 12 grudnia 1807 Czacki powołał Rudzkiego do Krzemieńca na stanowisko pisarza kancelarii obsługującej Komisję i powierzył mu prowadzenie spraw dotyczących bezpieczeństwa i egzekucji funduszów edukacyjnych. Na stanowisku tym Rudzki pracował aż do likwidacji Komisji po upadku powstania listopadowego. Był doradcą Czackiego oraz Adama Jerzego Czartoryskiego w sprawach organizacji i reformy szkolnictwa. Pod koniec 1810 roku, po śmierci Józefa Czecha, pierwszego dyrektora liceum, Czacki proponował Rudzkiemu objęcie stanowiska dyrektorskiego, Rudzki jednak odmówił, „woląc poprzedni swój urząd jako mniej zależny i mniej odpowiedzialny”.
W tym czasie został dozorcą krzemienieckiego gabinetu numizmatycznego, nabytego przez Czackiego od sukcesorów Stanisława Augusta. Była to największa kolekcja monet na terytorium ówczesnej Polski. Do Krzemieńca trafiła bez katalogów, złożona „bez porządku w szufladach, szkatułach i workach”. Początkowo gabinetem miał opiekować się Joachim Lelewel, ale po jego wyjeździe przekazano zbiór Rudzkiemu, który przyznając, iż nie zna się na numizmatyce, „miał nadzieję że ze swoją znajomością innych dziedzin, w tym historii, rysunku i języków, oraz z pomocą biblioteki poradzi sobie z uporządkowaniem monet”. W związku z opracowywaniem zbioru, powiększanego stale przez różne darowizny i zakupy, zwracał się o konsultację do krajowych i zagranicznych specjalistów w tej dziedzinie. Mimo trwającej szereg lat pracy nie zdołał uporządkować gabinetu, zwłaszcza w zakresie zbiorów nowożytnych, i w latach 1825–1828, z rozporządzenia władz szkolnych, kolekcję przeniesiono do Uniwersytetu Wileńskiego.
W kwietniu 1831 roku, po wykroczeniu na Wołyń powstańczego korpusu generała Józefa Dwernickiego, Rudzki „publicznie zachęcał młodzież do wstępowania w szeregi oddziału”. Za to działanie został później aresztowany i przewieziony do Żytomierza. Po zlikwidowaniu komisji „żył ze skromnej emerytury, pomocy dzieci i pracy guwernerskiej”. Był nauczycielem Dachowskich, potem Antoniego Weselewskiego. Zmarł około roku 1846, mając mniej więcej osiemdziesiąt lat, zapewne w Krzemieńcu. W pamięci osób, które go spotkały, Rudzki pozostał „jako erudyta, gruntownie znający wiele języków, starożytną historię, numizmatykę, heraldykę, prawo i filozofię, mającym duże poczucie humoru i talent gawędziarski”.
Z pierwszego małżeństwa miał syna Aleksandra, podporucznika w 4 pułku strzelców pieszych Królestwa Polskiego, autora ogłoszonego w roku 1852 w paryskiej Biesiadzie Krzemienieckiej wiersza wspomnieniowego o liceum wołyńskim. Z drugiego małżeństwa miał syna Karola, rozstrzelanego w 1863 roku w czasie powstania styczniowego za działalność propagandową na rzecz Polski.